# Daniel Auguste Rosenstiehl
Daniel Auguste Rosenstiehl (* 5. Juli 1839 in Straßburg; † März 1916) war ein elsässischer Chemiker.
Nachdem er zum Dr. es. sc. promoviert war, wurde er 1858 Chemielaborant an der Fakultät der Naturwissenschaften in Straßburg. 1865 wurde er Professor für Chemie an der École Profess. und an der École Supérieure in Mülhausen. 1877 wurde er in Paris Direktor einer Farbenfabrik und Professor für angewandte Chemie am Conservatoire national des arts et métiers.
Er forschte zur Osmose und untersuchte Polymerisationen. Mit Antony Guyard wies er zu Anilinschwarz nach, dass ein Metall- oder Fixiersalz für die Schwarzentwicklung nicht unumgänglich notwendig ist. Ab Oktober 1875 forschte er unabhängig von Heinrich Caro an Alizarin-Orange, konnte jedoch keinen Produktionsprozess aufbauen und überließ ab Mai 1877 die weitere Entwicklung Caro. Er hatte Nitroalizarin hergestellt, aus dem Prudhomme 1877 durch Zufügen von Schwefelsäure Alizarin-Blau gewann.
Auf der Pariser Weltausstellung 1900 wurde er mit einer Goldmedaille ausgezeichnet.

## Veröffentlichungen
- Traité de la couleur au point de vue physique; Paris, H. Dunod & E. Pinat, 1913